# Karlsby revir
Karlsby revir var ett skogsförvaltningsområde inom Östra överjägmästardistriktet, Östergötlands län som och omfattade Aska härad samt av Bobergs härad den del av Karlsby kronopark, som ligger inom Kristbergs socken, och av Finspånga läns härad Godegårds och Tjällmo socknar med undantag av den i sistnämnda socken belägna delen av Gullbergs kronopark. Reviret, som var indelat i fem bevakningstrakter, omfattade 12 178 hektar allmänna skogar (1920), varav tre kronoparker med en areal av 9 000 hektar.